# 1368년

## 연호
- 원(元) 지정(至正) 28년
- 명(明) 홍무(洪武)
- 일본(日本) 남조(南朝) 쇼헤이(正平) 23년
- 일본(日本) 북조(北朝) 조지(貞治) 7년 / 오안(応安) 원년
- 쩐 왕조(陳朝) 다이찌(大治) 11년

## 기년
- 원(元) 혜종(惠宗) 36년
- 명(明) 태조 홍무제(太祖 洪武帝) 원년
- 고려(高麗) 공민왕(恭愍王) 17년
- 쩐 왕조(陳朝) 유종(裕宗) 28년

## 사건
- 주원장, 원나라를 중국에서 축출하고 한족(漢族)의 왕조 명나라를 건국.

- 토곤 테무르, 북원 건국

## 탄생
- 12월 3일 - 프랑스의 왕 샤를 6세.